# Hygiëne

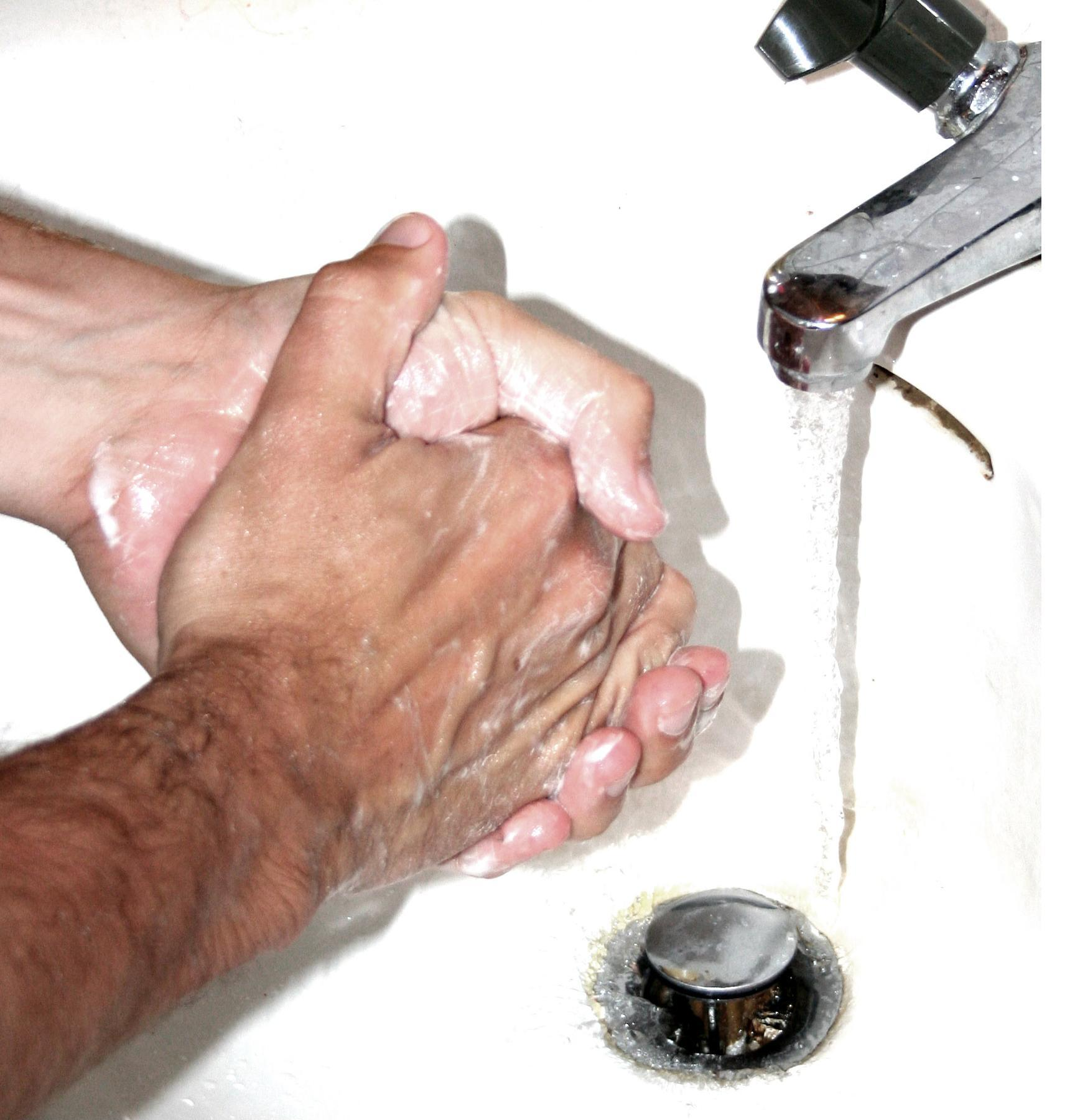
Handen wassen

Hygiëne is een verzamelnaam voor alle handelingen en handelingswijzen die ervoor zorgen dat mensen en dieren gezond blijven door ziekteverwekkers uit de buurt te houden of een besmettingsbron te isoleren. Het woord is afkomstig van het Griekse woord Hygieia; υγιεινή was in de Griekse mythologie de godin van de gezondheid en reinheid.
Voorbeelden zijn:
- afwassen
- baden of douchen
- gedragen kleding wassen
- handen wassen
- keuken, badkamer, huis schoonhouden
- schoon werken bij het bereiden van eten (hieronder vallen onder andere koken en het smeren van een boterham)
- bederfelijke etenswaren in de koelkast bewaren
- sterilisatie en desinfectie van besmette voorwerpen of oppervlakken
- uitwerpselen in een toilet deponeren
- riool en rioolwaterzuiveringsinstallatie
- hygiëne in gezondheidszorg (ziekenhuis, tandarts, verzorgingstehuis) zoals handen wassen of ontsmettingsgel gebruiken na elke patiënt, andere beschermingsmiddelen zijn onder andere medische handschoenen, chirurgisch mondmasker, haarnet

De term sociale hygiëne wordt vooral gebruikt in het kader van de Verklaring Sociale Hygiëne, die de Nederlandse wetgever sinds 1995 voor leidinggevenden in de horeca verplicht stelt.